# Tangkuban Perahu

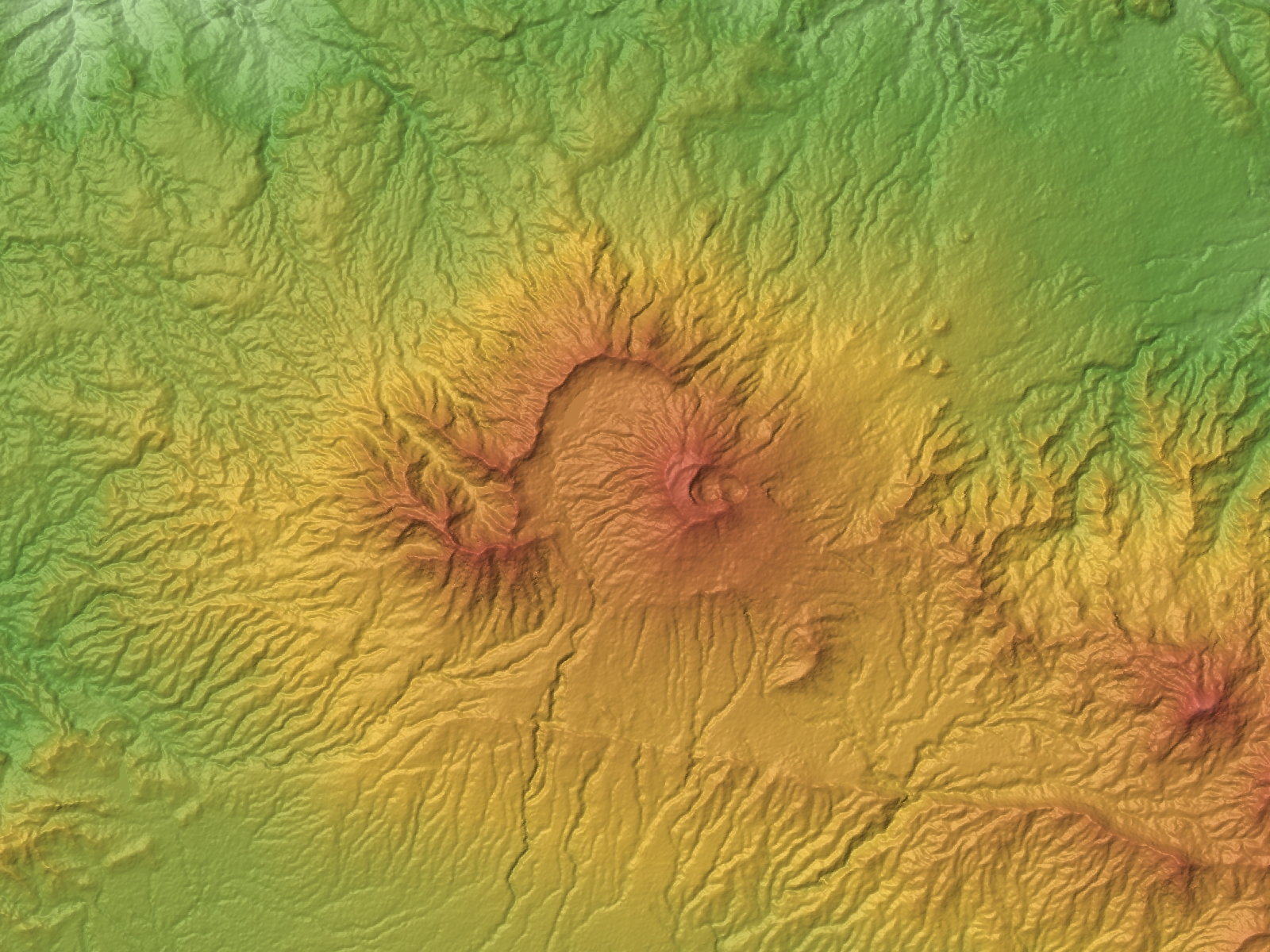
Mapa de relleu del Tangkuban Perahu (Java Occidental, Indonèsia)

Tangkuban Perahu (escrit Tangkuban Parahu en l'idioma local, sondanès) és un estratovolcà a 30 km al nord de la ciutat de Bandung, la capital provincial de Java Occidental, Indonèsia.
Va esclatar els anys 1826, 1829, 1842, 1846, 1896, 1910, 1926, 1929, 1952, 1957, 1961, 1965, 1967, 1969, 1983, 2013 i 2019.
És una popular atracció turística on els turistes poden fer excursions la vora del cràter per veure les fonts d'aigua calenta i el fang que bull. Juntament amb el mont Burangrang i Bukit Tunggul, és un romanent de l'antiga Muntanya Sunda després que l'erupció pliniana causés l'esfondrament de la caldera. El flanc nord de la muntanya és la Vall de la Mort, anomenada així a causa de la freqüent acumulació de gasos verinosos.
El Tangkuban Perahu ha entrat en erupció el 26 de juliol de 2019 i ha provocat una espectacular pluja de cendres.